# This Is Not Berlin
This Is Not Berlin (spanischer Originaltitel Esto no es Berlín) ist ein Filmdrama von Hari Sama, das am 25. Januar 2019 im Rahmen des Sundance Film Festivals seine Premiere feierte und am 21. Juni 2019 in die spanischen Kinos kam. Der Film ist autobiografisch geprägt und spielt im Jahr 1986 zur Zeit der Fußball-Weltmeisterschaft in Mexiko-Stadt, der Geburtsstadt des Regisseurs.

## Handlung

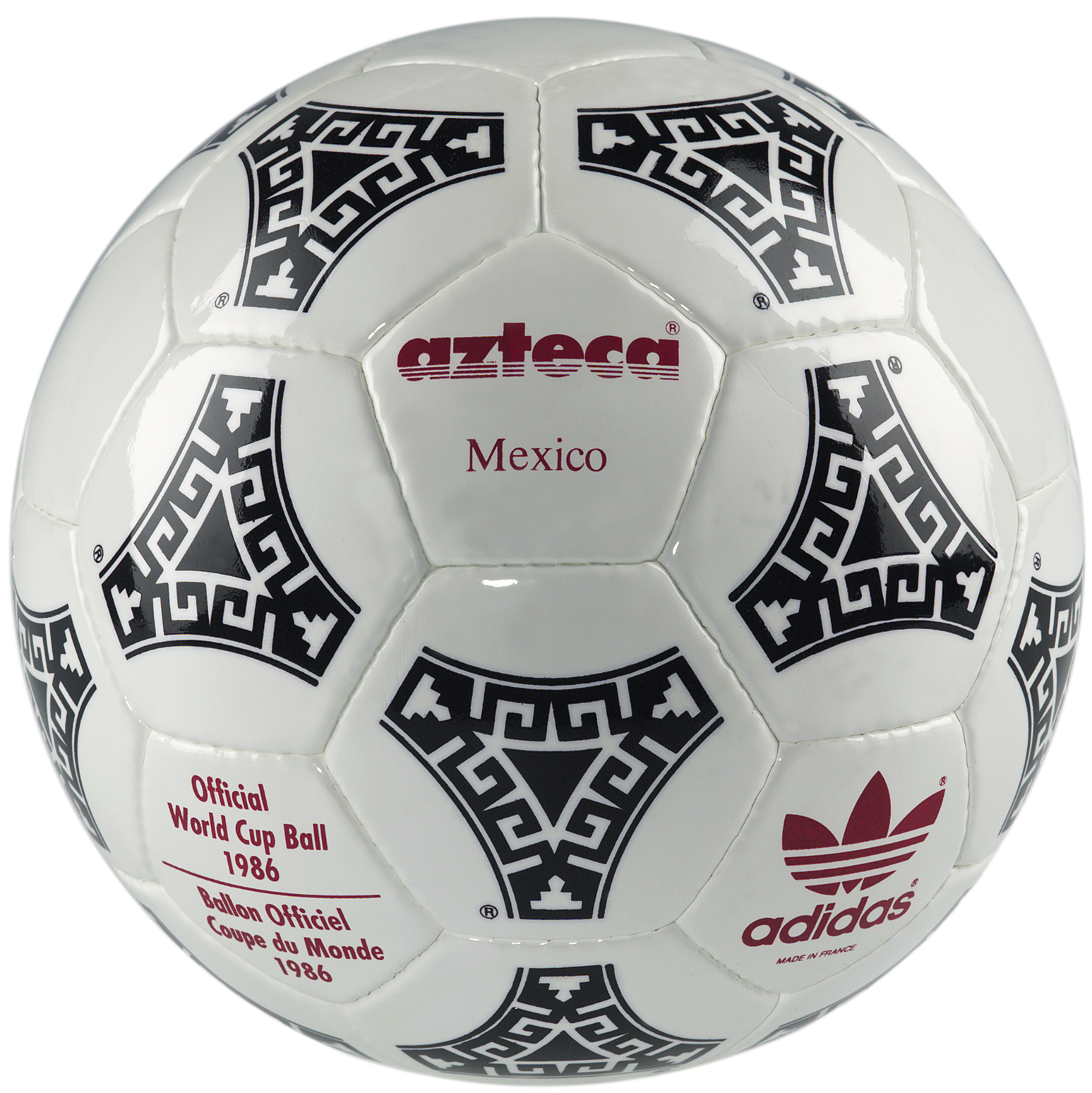
Während nicht nur seine Familie, sondern die ganze Welt bei der Fußball-Weltmeisterschaft 1986 nach Mexiko schaut, was dort im Aztekenstadion geschieht, ist Carlos daran nur wenig interessiert und verbringt seine Zeit lieber im Nachtclub „Aztec“

Der 17-jährige Carlos lebt in Mexiko und passt nirgendwo hin, weder in seine Familie noch zu den Freunden aus der Schule. Er lebt mit einem jüngeren Bruder und seiner Mutter Carolina zusammen, die so deprimiert ist, dass sie kaum aufsteht. Sein bester Freund ist Gera, der sein Geld damit verdient, die Girly-Magazine seines Vaters an seine Klassenkameraden zu vermieten.
Carlos Leben ändert sich auf einen Schlag, als er und Gera im Jahr 1986 als Dank für die Reparatur eines Synthesizers in den legendären Nachtclub „Aztec“ eingeladen werden, in dem er die Szene des Underground-Nachtlebens entdeckt. Das „Aztec“ ist der coolste Club in der Innenstadt und das Herz der alternativen Kunstszene, und gelegentlich stehen Geras ältere Schwester Rita und ihr attraktiver Freund Tito hier mit ihrer Art-Noise-Punkrock-Band auf der Bühne und singen von den gesellschaftlichen Veränderungen der Ära.
Nun wird das Leben des androgyn aussehenden jungen Mannes mit den langen Haaren von Punk, sexueller Freiheit und Drogen bestimmt, während seine Familie die Fußball-Weltmeisterschaft in seinem Land verfolgt. Immer häufiger flüchten sich Carlos und Gera in die polysexuelle Welt der Underground-Nachtclubs und werden jeden Abend aufs Neue von Drogen, Sex, Alkohol und Partys überwältigt. Unter den Künstlern und Aktivisten, die im Obergeschoss des Aztec zusammenkommen, befindet sich auch der Fotograf Nico, der von Carlos’ sanftem Wesen angezogen wird und ihn langsam in seine Muse verwandelt. Das Aztec wird zu einem sicheren Hafen für Carlos, einem Ort, an dem er mit seinem Körper und seinen Begierden experimentieren kann.
Weil Gera das Familienauto ohne Erlaubnis ausgeliehen hat und mit einem Monat Ausgehverbot bestraft wird, muss Carlos alleine ins „Aztec“, wo er für Ritas Band und die gesamte Bühnentechnik unentbehrlich geworden ist. Auch wenn Carlos nicht wirklich weiß, ob er auf Jungs steht, zieht er aus einer diesbezüglichen Zweideutigkeit seinen Vorteil. Allerdings treiben sein Insiderstatus und seine unklare sexuelle Orientierung mehr und mehr einen Keil zwischen ihn und Gera. Weil die Künstlergruppe aus dem Aztec Fußball als eine homophobe Sache erachtet, planen sie während der Weltmeisterschaft politische Performances. Sie veranstalten eine Parade, bei der sie das Wort „GAY“ in roter Farbe auf ihre nackten Körper geschrieben stolz zur Schau stellen. Auch Carlos beteiligt sich an dieser Aktion.

## Produktion

### Stab und Besetzung
Regie führte Hari Sama, der gemeinsam mit Rodrigo Ordóñez und Max Zunino auch das Drehbuch schrieb und den Film produzierte. Der Film handelt in den 1980er Jahren, weil er Samas Leben abbildet, so der Regisseur, und Esto no es Berlín sei absolut autobiografisch. Während Carlos in Lomas Verdes aufwächst, wuchs Sama in Echegaray auf, ein paar Blocks entfernt. Sama erzählt im Film auch von seiner eigenen Bekanntschaft mit diesen Künstlern, in diesem Vorort, wo es keine Kunst gab. Er hatte das Gefühl, dass es ein historischer Moment in Mexiko war, der mehr Aufmerksamkeit verdient, diese Zeit, in der junge Menschen versuchten, die ihnen von der Diktatur genommenen  öffentlichen Räume zurückzugewinnen. In diesem Sinne hätten die Künstler seines Films eine politische Position, die der Opposition der Kunst in den 1980er Jahren sehr ähnlich ist: „Es war eine sehr postmoderne Atmosphäre und es wurde darüber nachgedacht, was Kunst ist, was Politik ist, wo wir stehen und wohin wir als Gesellschaft gehen.“ Andererseits sei es auch der Moment gewesen, in dem wichtige Künstler, wie der Konzeptkünstler Gabriel Orozco, der Aktions- und Videokünstler Francis Alÿs oder der durch seine Installationen bekannte gewordene Damián Ortega ihre Anfänge hatten und deren Werk diese dunklen, geheimen Orte schufen, zu einer Zeit als es in Mexiko nichts gab. Obwohl sich alles im Geheimen abspielte, seien daraus sehr wichtige musikalische und künstlerische Projekte und eine völlig neue politische Sprache entstanden.
Sama stellt dem Film folgendes Zitat voran: „Heredamos de nuestra familia tanto las ideas por las cuales vivimos como la enfermedad por la cual morimos“ (auf Deutsch: „Wir erben von unserer Familie sowohl die Ideen, für die wir leben, als auch die Krankheit, für die wir sterben.“) Dieses ist Marcel Prousts Roman Auf der Suche nach der verlorenen Zeit entnommen. Der Titel des Films wird während eines Treffens der Künstler und Aktivisten des Aztec aufgegriffen, als jemand in die Menge ruft: „Das ist nicht Berlin! Unsere Freunde sterben! Alles, was die dort tun, ist jede Nacht feiern!“
Die Hauptrolle des 17-jährigen Carlos wurde mit Xabiani Ponce de León besetzt. Sein bester Freund Gera wird von José Antonio Toledano gespielt. Marina de Tavira übernahm die Rolle seiner Mutter Carolina, der Regisseur Hari Sama spielt seinen Onkel Esteban. Ximena Romo spielt Geras Schwester Rita, Americo Hollander deren Freund und Bandkollegen Tito.

### Kostüme, Szenenbild und Filmmusik
Für die Kostüme zeichnete Gabriela Fernández verantwortlich. Für das Szenenbild griff Sama unter anderem auf Bordmittel zurück. Bei den Werken, die Nico im Film ausstellt, handelt es sich um Bilder seines Freundes Javier Areán.
Fast die gesamte Musik wurde von Sama kuratiert: „Der Soundtrack ist die Musik, mit der ich in meinen Teenagerjahren aufgewachsen bin.“ Weil Sama nicht die Rechte an der Musik aus dieser Zeit bekommen konnte, machte er seine eigene, die die Energie hatte, die er brauchte. Für die Band im Film hatte er Leute ausgewählt, die die musikalischen Gattungen der gegenkulturellen 1980er Jahre genau kennen.

### Marketing und Veröffentlichung
Ende Januar 2019 wurde der Film beim Sundance Film Festival im World Cinema Dramatic Competition erstmals präsentiert. Kurz zuvor wurde ein erster Trailer vorgestellt. Anfang März 2019 wurde der Film beim Miami Film Festival vorgestellt. Ab 28. April 2019 erfolgte beim Tribeca Film Festival eine Vorstellung in der Critics’ Week. Am 21. Juni 2019 kam er in die spanischen Kinos. Ende Juni und Anfang Juli 2019 wurde er beim Filmfest München in der Sektion Spotlight gezeigt. Anfang Oktober 2019 wurde er beim London Film Festival vorgestellt. Am 27. Februar 2020 kam er in die deutschen Kinos.

## Rezeption

### Kritiken
Der Film konnte 82 Prozent aller Kritiker bei Rotten Tomatoes überzeugen und erhielt hierbei eine durchschnittliche Bewertung von 7,2 der möglichen 10 Punkte. Bei Metacritic erhielt der Film einen Metascore von 69 von 100 möglichen Punkten.
Dennis Harvey von Variety schreibt, Hari Samas autobiografisch inspirierter Film sei ein vergnüglicher, avantgardistischer Tauchgang in den mexikanischen Punk- und New-Wave-Underground Mitte der 1980er Jahre. This Is Not Berlin verwende die Weisheit der Perspektive eines Regisseurs mittleren Alters, um nicht nur ein Porträt der befreiten Jugend zu zeichnen, sondern auch eine Momentaufnahme im bürgerlichen mexikanischen Leben, dessen größerer gesellschaftspolitischer Kontext größtenteils im Hintergrund gehalten wird, wie jüngst in Roma von Alfonso Cuarón. Im Vordergrund stehe eine lebendige, oft schwindelerregende, aber auch gefährliche Welt des Hedonismus um der Kunst willen, in der die aufkommende Bedrohung durch AIDS selten offen und doch allgegenwärtig thematisiert wird, so Harvey. Mit seinem Coolness-Faktor werde der Film wahrscheinlich sowohl das Publikum ansprechen, das diese Ära durchlebt hat, als auch diejenigen, die es sich wünschen, dabei gewesen zu sein, egal ob heterosexuell oder schwul. Der Film möge die abenteuerliche Subkultur, in die die Figuren geraten, zu sehr, um zu einer simplen Warnung zu werden, doch fange er neben den schönen Seiten auch die Ernüchterung ein, die mit dem Einsteigen in diese Achterbahn verbunden ist und eine ganze Reihe von Opfern hinterlässt. Jeder, der tatsächlich an einem solchen Avantgardismus der 1980er Jahre teilgenommen hat, werde die Genauigkeit bewundern, mit der Sama und seine Mitarbeiter das allgemeine Flair und die Video- und Performancekunst der Undergroundszene von damals nachgebildet haben. Das einzige unbefriedigende Element in dem ansonsten komplexen Drehbuch, das Sama zusammen mit Rodrigo Ordóñez und Max Zunino schrieb, sei die unzureichende Erklärung der Probleme von Carlos mit seiner Mutter, so Harvey.
Jared Mobarak  von The Film Stage schreibt, die Geschichte wirke dank der rohen und fesselnden Darbietungen von Xabiani Ponce de León, José Antonio Toledano, Ximena Romo und Mauro Sánchez Navarro keine erfundene zu sein. Die von ihnen dargestellten Ausgestoßenen aus der „zivilisierten“ Gesellschaft seien das, was jede Generation braucht, um sich von der Unterdrückung einer politischen und wirtschaftlichen Hierarchie zu befreien. Während das, was passiert, aus den unzähligen Filmen über das Erwachsenwerden im Post-Rock bekannt vorkommt, handele es sich hier doch sehr um eine mexikanische Geschichte und davon, wie diese Nation mit dem Kulturwandel bis heute kämpft.

### Auszeichnungen (Auswahl)
This Is Not Berlin ist einer von sechs Filmen der von Mexiko als Beitrag für die Oscarverleihung 2021 in der Kategorie Bester Internationaler Film eingereicht werden soll. Im Folgenden weitere Nominierungen und Auszeichnungen.
Filmfestival Málaga 2019
- Auszeichnung mit dem Silbernen Jasmin – Spezialpreis der Jury (Hari Sama)
- Auszeichnung als Bester Nebendarsteller (Mauro Sanchez Navarro)
- Auszeichnung für die Beste Kamera (Alfredo Altamirano)
- Auszeichnung mit dem Kritikerpreis (Hari Sama)

GLAAD Media Awards 2020
- Nominierung als Bester Film – Limited Release[18]

 Impulso Morelia – del Festival Internacional de Cine de Morelia 2018
- Auszeichnung mit dem Cinépolis Distribución Award
- Erwähnung der Jury im Wettbewerb „Work in Progress“[2][19]

Miami Film Festival 2019
- Nominierung als Bester Film im HBO Ibero-American Competition (Hari Sama)

Sundance Film Festival 2019
- Nominierung für den Grand Jury Prize im World Cinema Competition – Dramatic (Hari Sama)